# Харламов, Василий Максимович
Васили́й Макси́мович Харла́мов (1 января 1909, Красноярск — 23 марта 1986) — советский военный лётчик морской авиации, Герой Советского Союза (7.02.1940). Майор (24.09.1943).

## Биография
Родился 1 января 1909 года в Красноярске в семье рабочего. Русский. Окончил неполную среднюю школу в Ташкенте.
В Красной армии с сентября 1927 года. В 1930 году окончил Объединённую Среднеазиатскую военную школу имени В. И. Ленина. С июня 1930 года служил командиром взвода в 4-м горно-стрелковом полку РККА, который дислоцировался в крепости Кушка. В его составе участвовал в боевых операциях по ликвидации басмачества в Средней Азии. С мая 1931 года продолжил службу стажером-летнабом в 16-й авиационной бригаде ВВС РККА на Дальнем Востоке. В сентябре 1931 года поступил, а в мае 1932 года окончил 3-ю Военную школу лётчиков-наблюдателей в Оренбурге.
С июня 1932 по май 1933 года служил младшим лётчиком-наблюдателем 68-го отдельного речного авиаотряда, затем в 1933 году окончил Курсы усовершенствования инструкторов парашютного дела и в июне 1933 года получил назначение младшим лётчиком-наблюдателем — инструктором парашютного дела 12-й отдельной морской Дальневосточной эскадрильи. С октября 1937 года был штурманом отряда 16-й морской разведывательной авиационной эскадрильи, с апреля 1938 — штурманом 12-й легкобомбардировочной авиационной эскадрильи на Дальнем Востоке. Член ВКП(б) с 1938 года.
В октябре 1938 года переведён на Черноморский флот и назначен штурманом эскадрильи 119-го ближнеразведывательного авиационного полка. В феврале 1939 года назначен начальником парашютно-десантной службы 40-го скоростного бомбардировочного авиационного полка.
Участник советско-финской войны 1939—1940 годов. С началом войны ряд экипажей ВВС Черноморского флота были направлены для перегонки самолётов с авиазаводов на фронт, в их числе оказался и В. М. Харламов. С 31 декабря 1939 года участвовал в боях. К февралю 1940 года штурман эскадрильи 57-го скоростного бомбардировочного авиационного полка Военно-воздушных сил Балтийского флота старший лейтенант В. М. Харламов совершил 4 боевых вылета на аэрофоторазведку укрепрайонов и штурмовку войск противника в составе экипажа бомбардировщика СБ лейтенанта Г. С. Пинчука. 2 февраля 1940 во время возвращения из разведывательного полета над островом Суурсаари его самолёт, атакованный финскими истребителями и сбил один из них, но и сам был серьёзно повреждён и загорелся. Однако лётчику всё-таки удалось посадить машину на лёд. Экипаж лейтенанта Пинчука, совершивший вынужденную посадку в зоне действия финских береговых батарей, передал командованию важные разведданные. Вскоре он был найден и вывезен летающей лодкой МБР-2 капитана А. А. Губрия из 18-й эскадрильи ВВС Балтийского флота на свой аэродром.
Указом Президиума Верховного Совета СССР от 7 февраля 1940 года за образцовое выполнение заданий командования и проявленные при этом мужество и героизм, старшему лейтенанту Харламову Василию Максимовичу присвоено звание Героя Советского Союза с вручением ордена Ленина и медали «Золотая Звезда». Этим же Указом звание Героя Советского Союза было присвоено и остальным членам экипажа этого самолёта командиру экипажа Г. С. Пинчуку и воздушному стрелку-радисту А. Белогурову.
После войны вернулся на Черноморский флот и в апреле 1940 года назначен начальником парашютно-десантной службы 2-го минно-торпедного авиационного полка. В августе 1940 года его вновь направили на учёбу.
В феврале 1941 году окончил Ейское военно-морское авиационное училище имени Сталина. Назначен командиром звена в 40-й скоростной бомбардировочный полк ВВС Черноморского флота.
Участник Великой Отечественной войны с июня 1941 года в той же должности. К январю 1942 года, когда его отозвали с фронта и направили учиться в академию, выполнил на бомбардировщике СБ 27 боевых вылетов. В том числе летал бомбить Констанцу, Тулчу, Сулину, атаковал румынские войска в ходе обороны Одессы.
В 1943 году окончил ускоренный курс Военно-морской академии имени К. Е. Ворошилова. С ноября 1943 года вновь на фронте, но теперь в составе ВВС Балтийского флота: командир эскадрильи 51-го минно-торпедного авиационного полка, с мая 1944 — заместитель командира эскадрильи 15-го отдельного разведывательного авиационного полка. Освоил самолёт А-20 «Бостон».
После войны продолжал службу в ВВС СССР в прежней должности. В декабре 1945 года назначен oфицepом пo бoeвoй пoдгoтoвкe oтдeлa yстpoйствa тыла Упpaвлeния BBC Балтийского флота. С апреля 1946 года — начальник штаба — первый заместитель командира 28-го отдельного авиационно-технического батальона 4-го ВМФ. С июля 1948 года майор В. М. Харламов — в запасе.
Жил в городе-герое Ленинграде. Скончался 23 марта 1986 года. Похоронен в Санкт-Петербурге на Северном кладбище.

## Награды
- Герой Советского Союза (7.02.1940)
- Орден Ленина (7.02.1940)
- Два ордена Красного Знамени (10.05.1942, 6.11.1947)
- Орден Отечественной войны 1-й степени (11.03.1985)
- Орден Красной Звезды (3.11.1944)
- Ряд медалей СССР.